# Adrienne Arsht Center for the Performing Arts
Adrienne Arsht Center for the Performing Arts of Miami-Dade County à Miami, couramment appelé The Arsht Center, est le plus grand centre culturel de Floride et le plus grand centre de spectacles des États-Unis après le Lincoln Center de New York. Il a été inauguré en 2006.

## Location
Il se trouve à Miami, sur Biscayne Boulevard dans Downtown Miami, dans le quartier d'Omni.

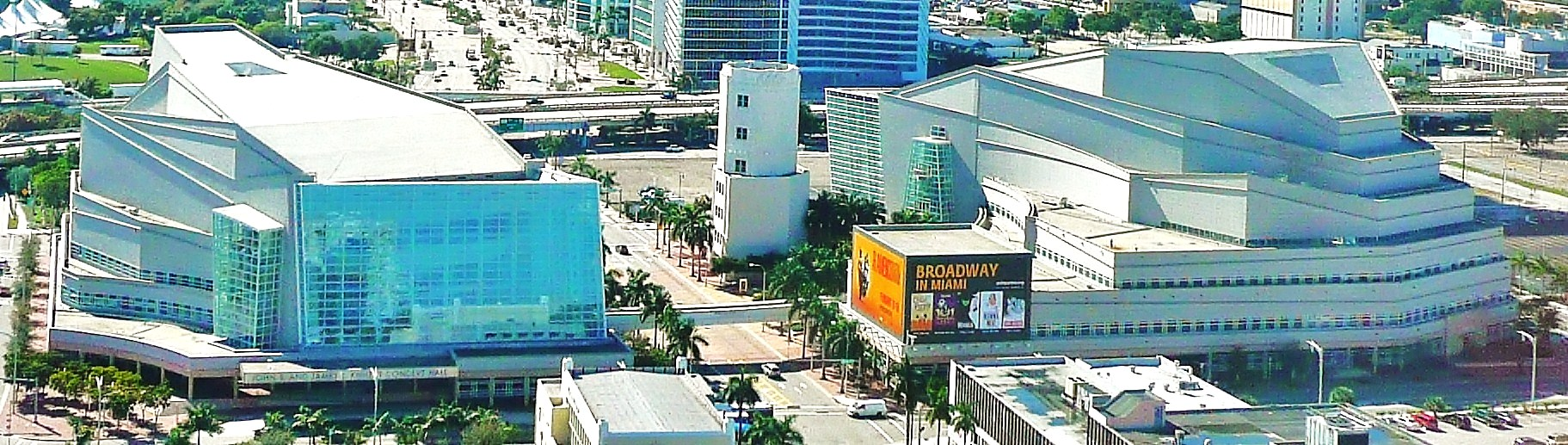
Le Arsht Centre vu depuis le nord (2010). Au centre, Biscayne Blvd. À gauche, le Knight Concert Hall ; à droite le Ziff Opera House et, au bord du boulevard, la tour de 7 étages. Derrière, la MacArthur Causeway

Il est voisin du Phillip and Patricia Frost Museum of Science, qui se trouve du côté sud de la MacArthur Causeway.

## Histoire
Le site a auparavant été occupé par le magasin Burdines ; puis la chaîne de magasins Sears installe sa branche de Miami (en) à côté, rachète Burdines et construit son propre bâtiment en 1929, avec une architecture Art déco précurseur des hôtels Art déco sur Ocean Drive. 

Sears, Roebuck and Company Department Store
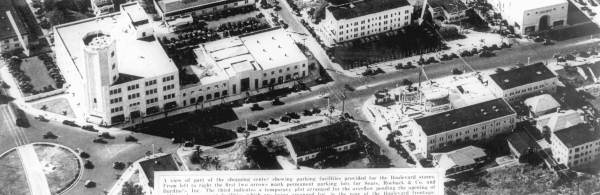
Vue aérienne dans les années 1920
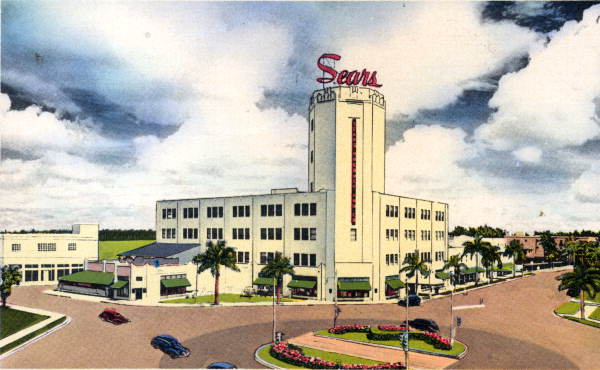
Carte postale

Ce bâtiment est ajouté au Registre national des lieux historiques (National Register of Historic Places) des États-Unis en 1997 en tant que Sears, Roebuck and Company Department Store. Mais le travail a déjà commencé sur le nouveau centre artistique : la phase de conception dure de 1996 à 1999. Les travaux de construction (2001-2006) commencent en automne 2001 avec la démolition du bâtiment existant ;  la seule partie survivante est la tour de sept étages ayant servi d'entrée : elle est intégrée au nouveau développement.
La construction du centre est rapide mais coûteuse, pour un total plus de 470 millions de dollars. Il est inauguré en octobre 2006. D'abord appelé Miami Performing Arts center, le nouveau centre est renommé le Carnival Center for the Performing Arts en 2006 après la donation de $10 million par Carnival Cruise Lines. Puis il est de nouveau renommé, cette fois comme Adrienne Arsht Center for the Performing Arts of Miami-Dade County, suivant la donation par Adrienne Arsht de 30 millions de dollars qui lui assurent la stabilité financière.
Le Florida Grand Opera Miami y réside, le Miami City Ballet s'y produit régulièrement.

## Description
L'architecte est Cesar Pelli, de Pelli Clarke Pelli Architects. L'acoustique de premier ordre est due à l'architecte et ingénieur acoustique Russell Johnson. Le centre occupe presque 53 000 m2 de surface au sol. Totalisant plus de 100 000 m2, il héberge plus de 400 évènements par an.

### Ziff Ballet Opera House
The Sanford and Delores Ziff Ballet Opera House a 2 300 ou 2 480 sièges. 
Sa scène, la Lynn Wolfson Stage, peut accueillir des réceptions de 1 200 personnes ou des dîners de 1 000 personnes. C'est la deuxième scène la plus grande du pays.
Le restaurant Prelude par Barton G. se trouve au premier étage.

Ziff Ballet Opera House
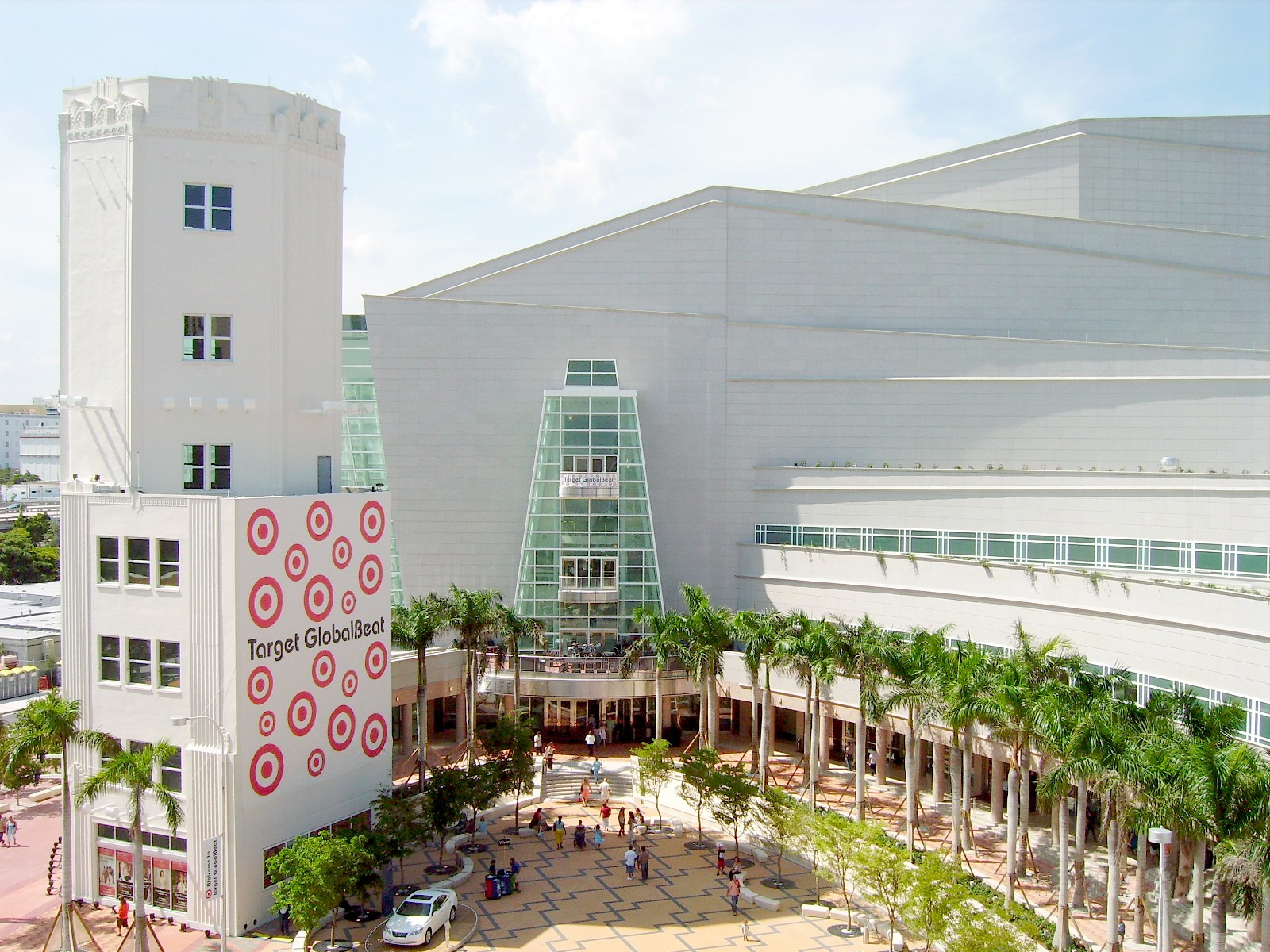
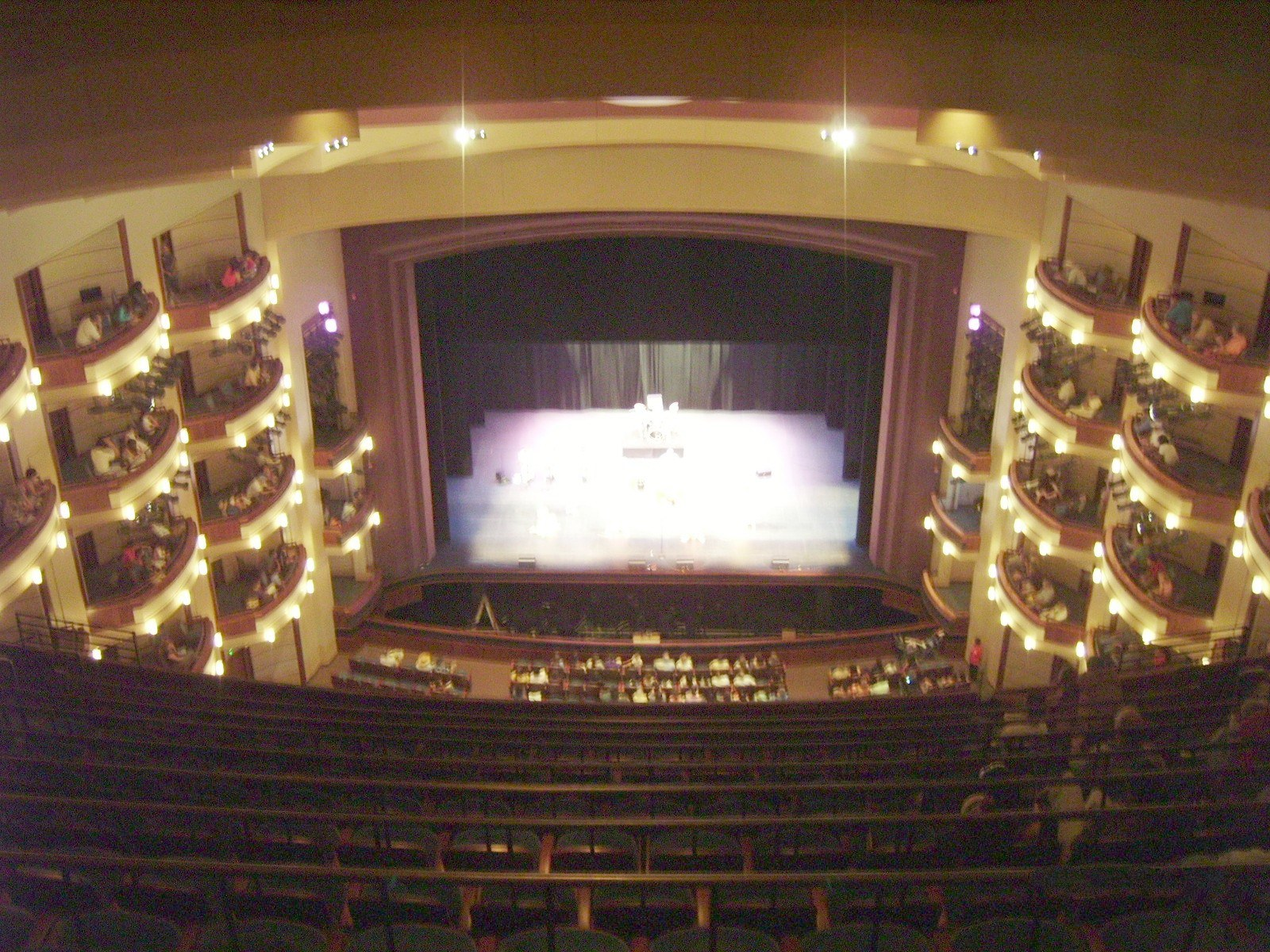

### Knight Concert Hall
Le John S. et James L. Knight Concert Hall a une capacité de 2 000 ou 2 200 sièges.

Knight Concert Hall
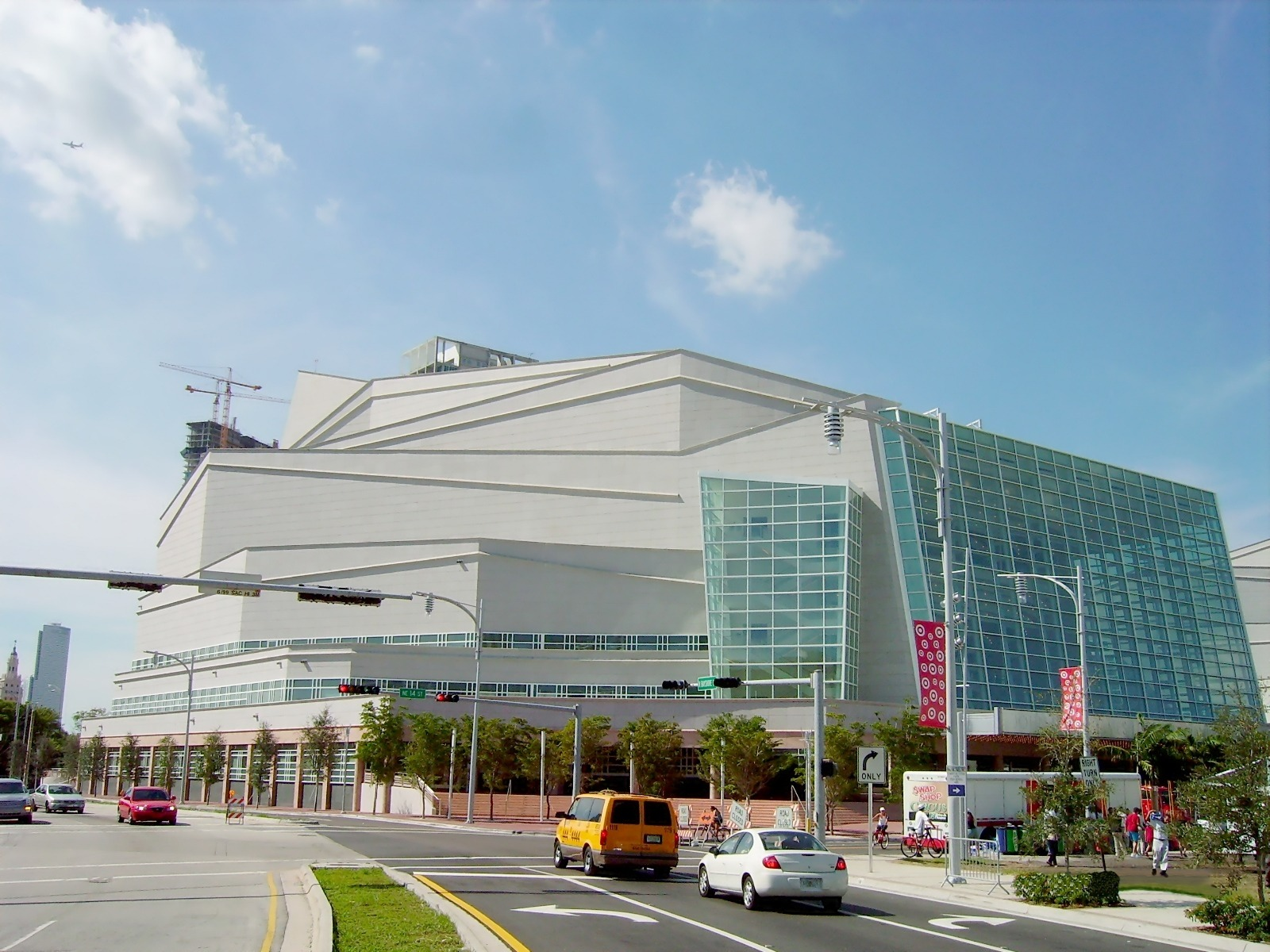
Vue au croisement de la NE 14th St (à gauche) et de la N Bayshore Dr (à droite)
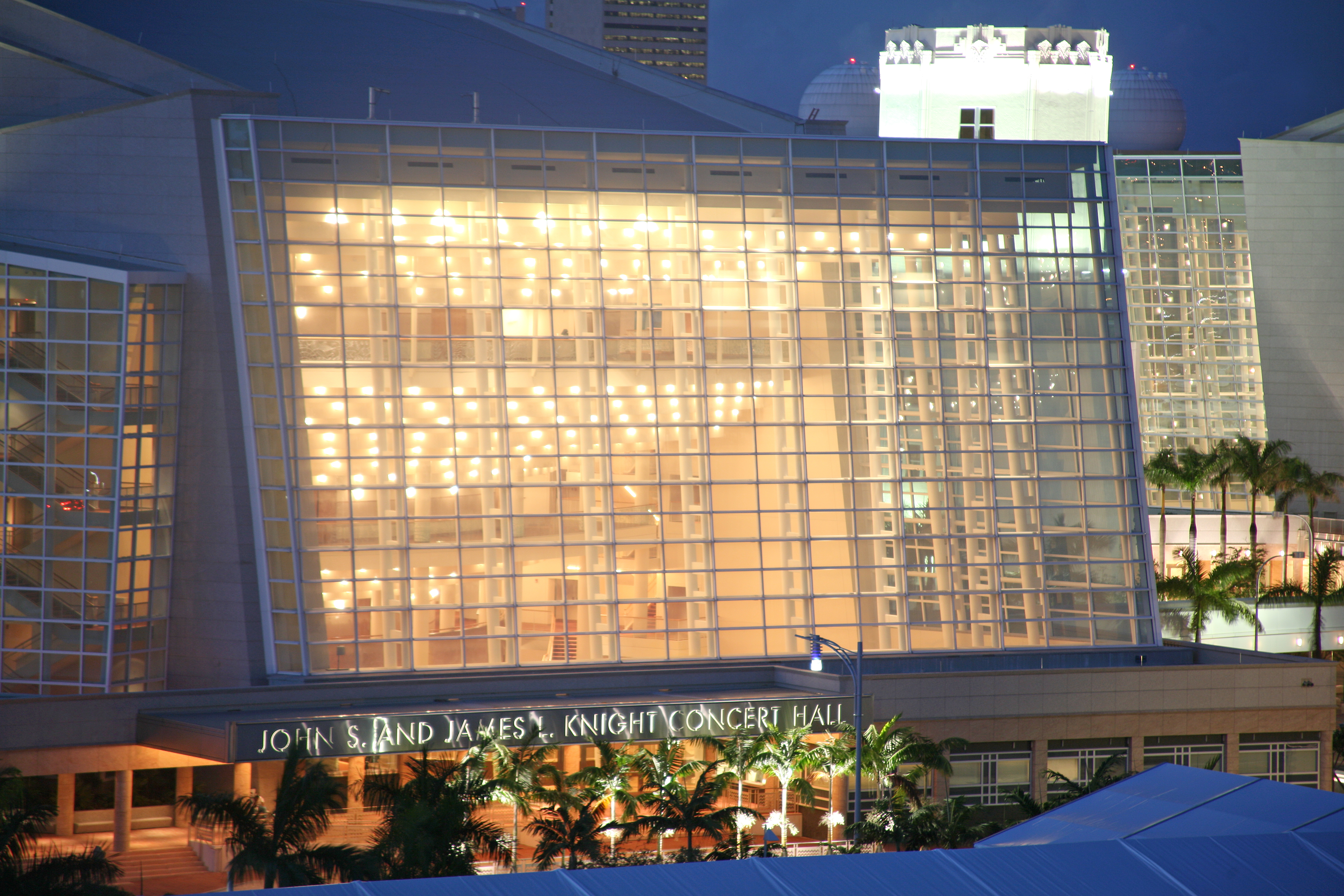
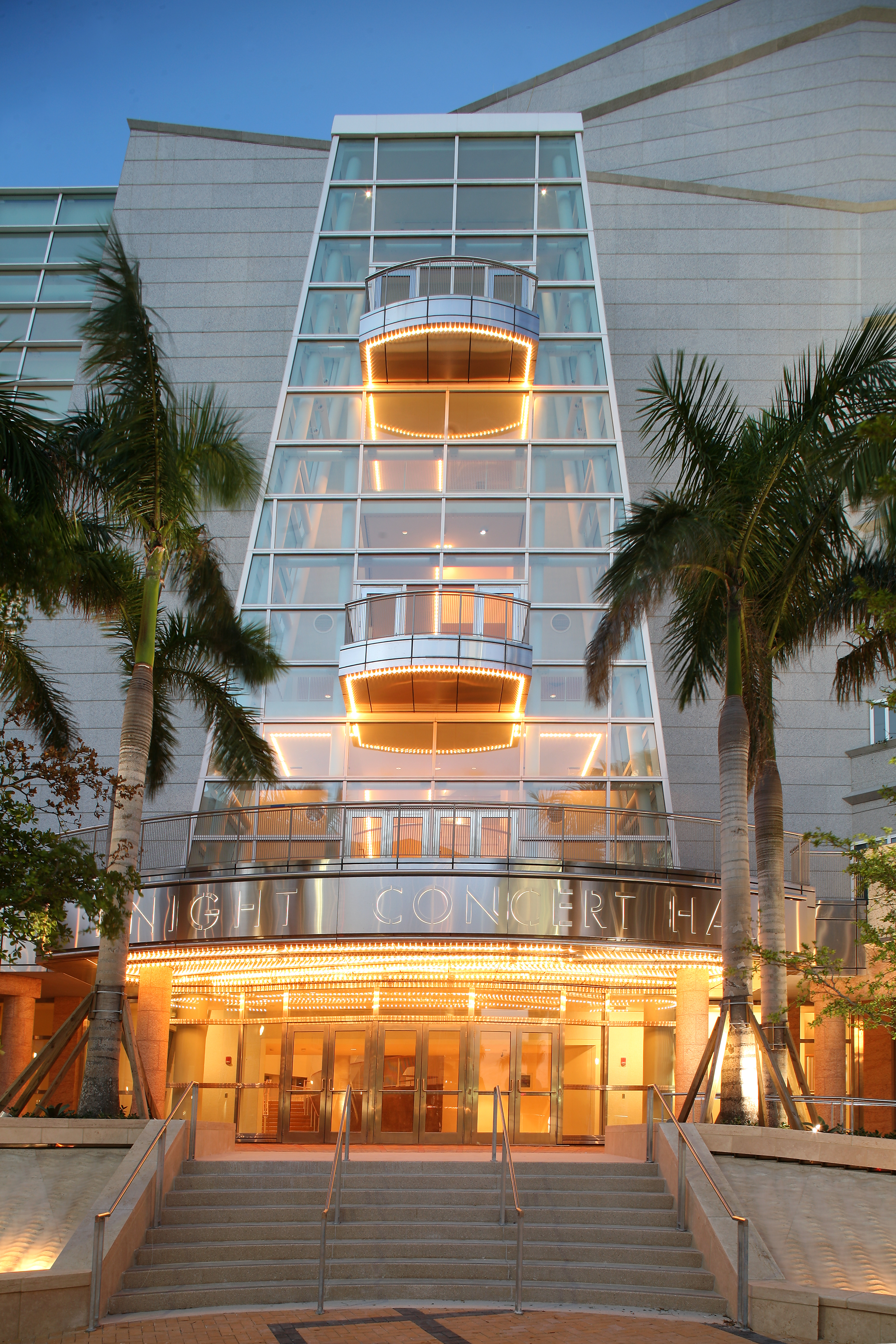
Entrée sur Biscayne Bvd
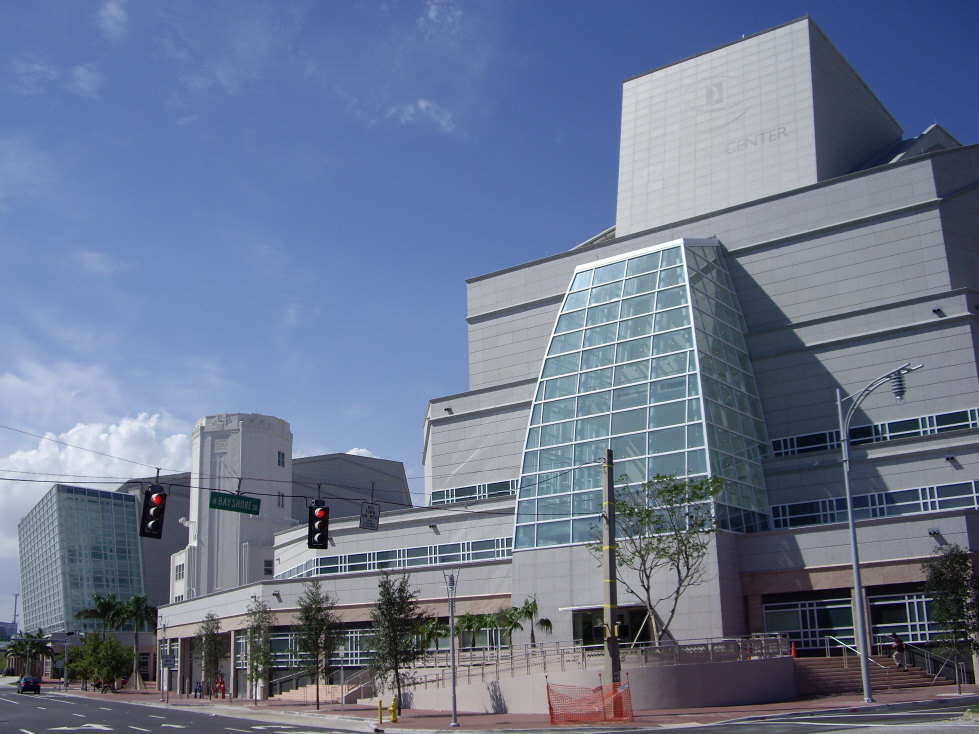
Entrée sur la NE 13th St
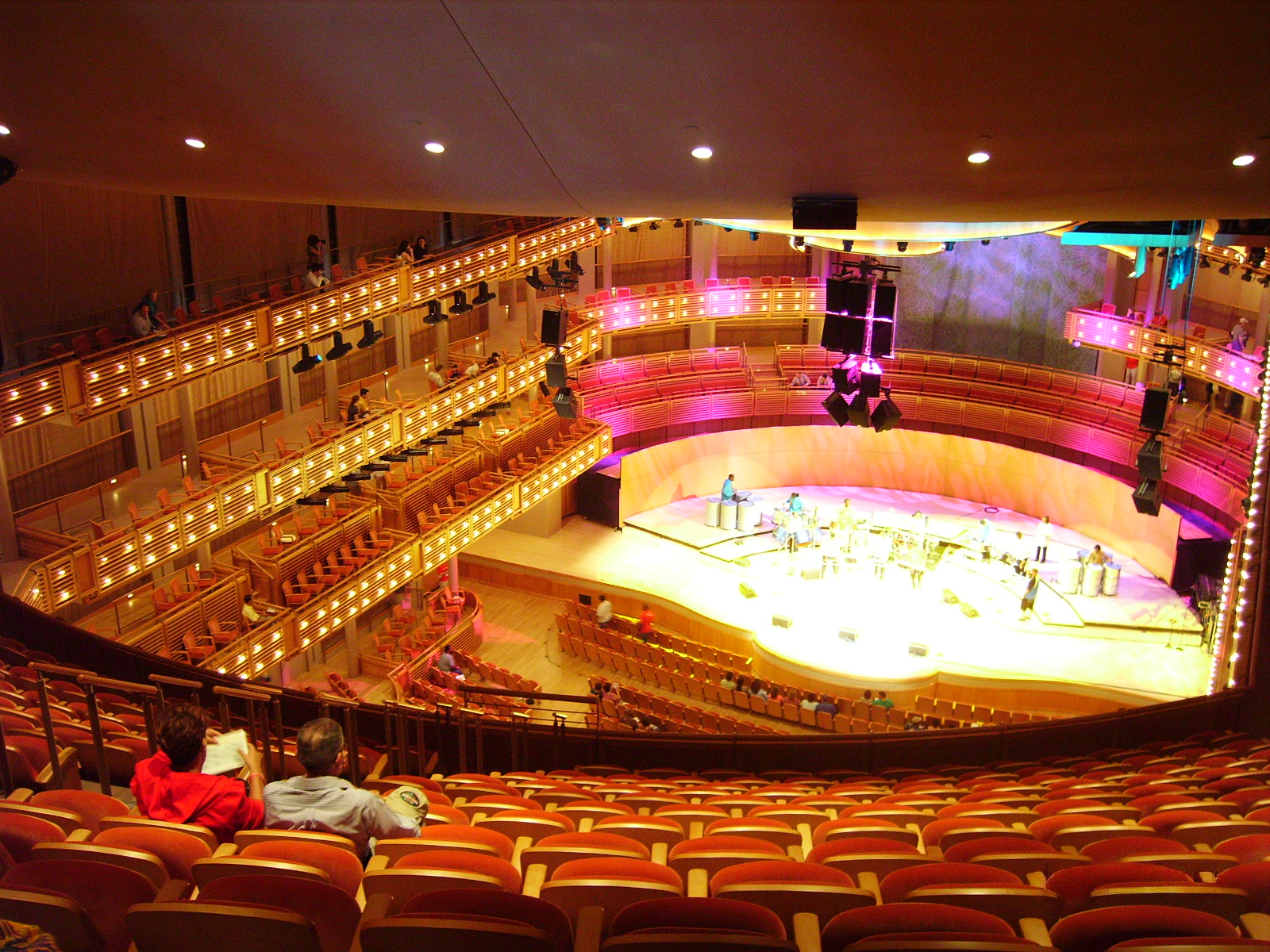
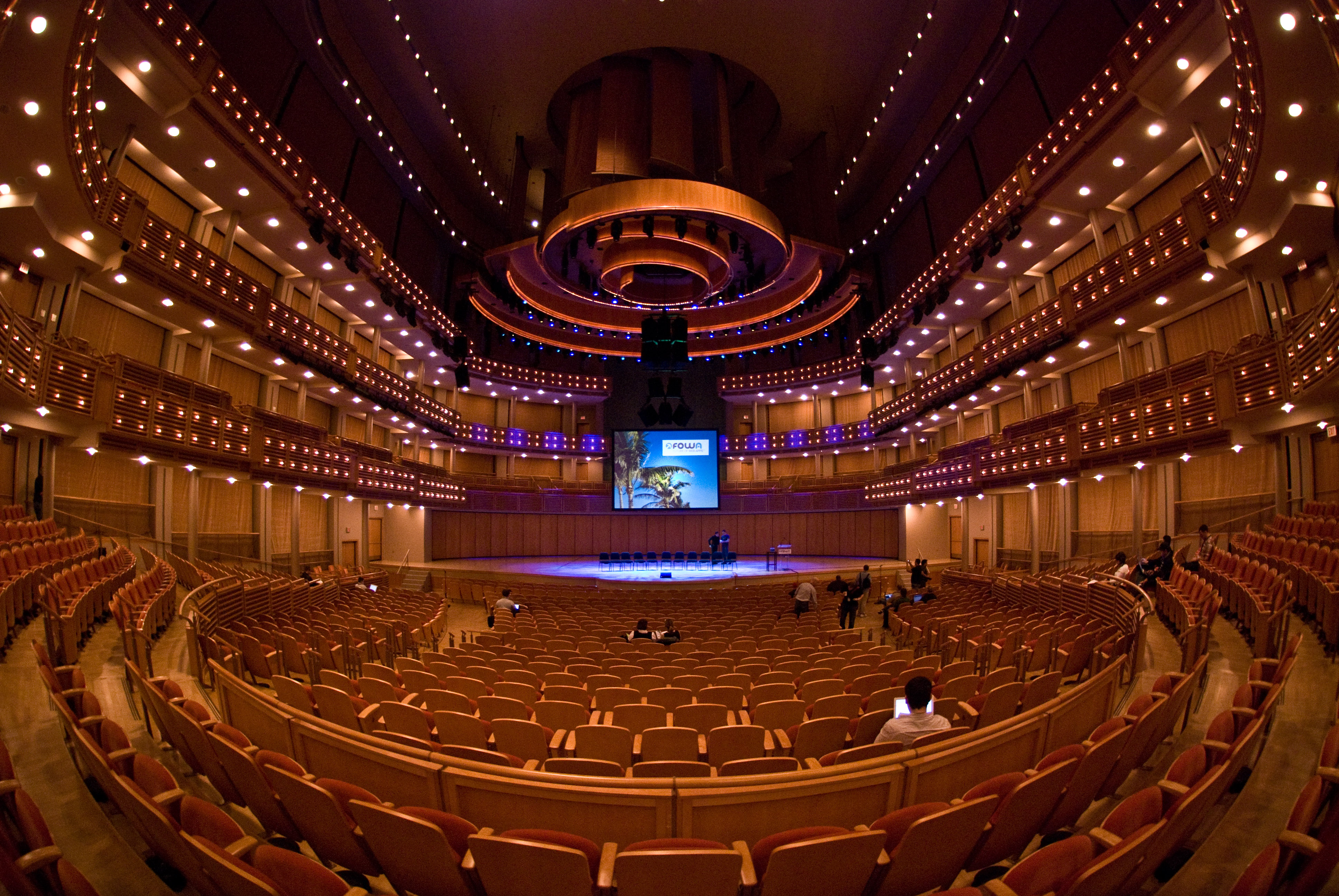

### Carnival Studio Theater
The Carnival Studio Theater & Lobby est la "black box" du Arsht Center : un espace minimalisé qui peut être adapté pour héberger productions expérimentales, des pièces de théâtre, des films, de petites réceptions et des réunions. Il a 200 ou 250 sièges.
Son hall d'entrée est orné d'un mural en céramique Ways of Performing, par Cundo Bermúdez (en).

### Peacock Foundation Studio
C'est le hall de répétition pour la Ziff Ballet Opera House. Mais il peut aussi accueillir pièces de théâtre, expositions, petits récitals de danse, réunions et dîners… La salle contient 250 sièges 200 places pour des banquets assis ou 300 places pour des réceptions debout. Sa surface est de 325 m2.

### Thomson Plaza for the Arts
La Parker and Vann Thomson Plaza for the Arts est un espace extérieur ovale reliant la Ziff Ballet Opera House et le Knight Concert Hall, de 445,9 m2. Elle peut accommoder 1 000 personnes ou 400 en banquet.

Thomson Plaza for the Arts
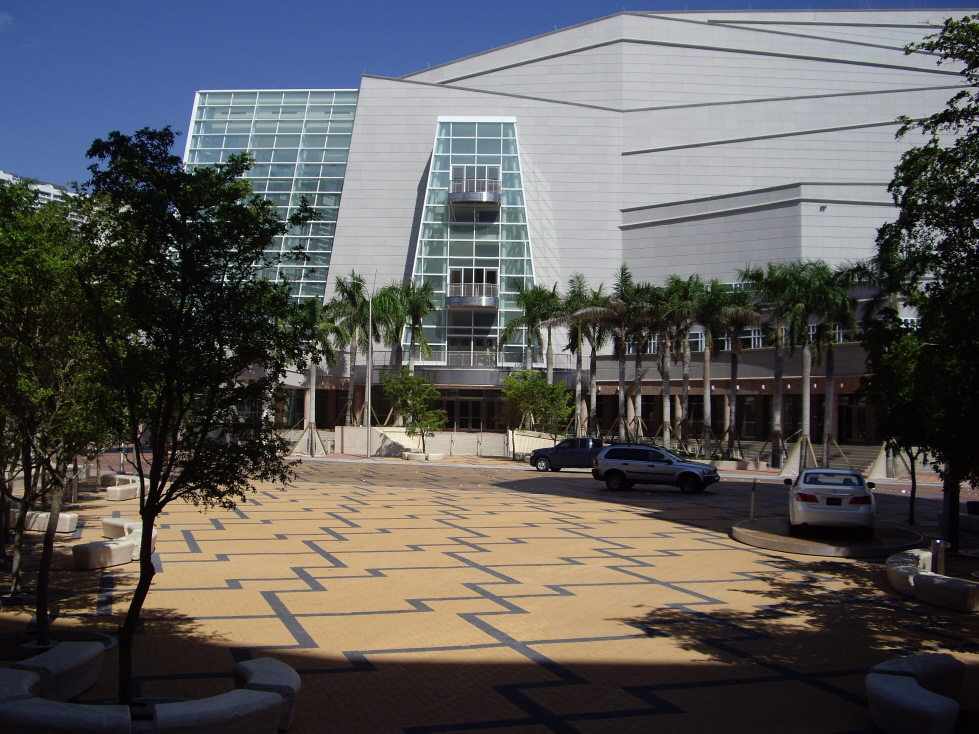
… devant la Ziff Ballet Opera House

### Tour Carnival
La Carnival tower de sept étages est le vestige Art déco du bâtiment de Sears de 1929,. Depuis 2014 elle abrite un café-librairie : le Café de Books & Books.

### Autres
Le Arsht Center abrite aussi :
- le Ryder System Lobby (729,1 m2, 400 places ou 250 en banquet) ;
- le Next Generation Green Room (96,41 m2, 100 places ou 60 en banquet, 80 places de théâtre ou 50 places en salle de classe) ;
- le Adams Foundation Lobby (814,8 m2, 600 places ou 300 en banquet, 150 places de théâtre) ;
- le Terra Group Patron's Club (65,4 m2, 120 places ou 50 en banquet, 77 places de théâtre ou 40 places en salle de classe) ;
- la Burns Green Room (74,3 m2, 80 places ou 50 en banquet, 60 places de théâtre) ;
- le Cejas Patrons Club (75,8 m2, 130 places ou 50 en banquet, 60 places de théâtre ou 40 places en salle de classe)[14].

## Gestion
Le centre est géré par le Performing Arts Center Trust, Inc., une corporation à but non lucratif, en partenariat avec le Adrienne Arsht Foundation.

## Impact sur le quartier
Le Arsht Center est un centre économique rentable qui génère beaucoup d'emplois. Il génère aussi une masse d'investissements dans ses environs, avec un impact économique de $2 billion dans les 10 premières années (2006-2016).